# هيرب ويلش
هيرب ويلش (بالإنجليزية: Herb Welch)‏ هو لاعب كرة قدم أمريكية أمريكي، ولد في 12 يناير 1961 في لوس أنجلوس في الولايات المتحدة.

## وصلات خارجية
- هيرب ويلش على موقع مرجع كرة القدم المحترفة.كوم (الإنجليزية)